# Clepsydrius constrictus
Clepsydrius constrictus är en insektsart som beskrevs av Fowler. Clepsydrius constrictus ingår i släktet Clepsydrius och familjen hornstritar. Inga underarter finns listade i Catalogue of Life.